# 화용론
화용론(話用論, pragmatics) 또는 어용론은 의사 소통시의 발화에 대한 언어론이다. 화자와 청자의 관계에 따라 언어 사용이 어떻게 바뀌는지, 화자의 의도와 발화의 의미는 어떻게 다를 수 있는지 등에 대한 연구도 다룬다.

## 역사
찰스 샌더스 퍼스(Charles Sanders Peirce)가 이 주제를 변별한바있으며  스티븐 레빈슨(Stephen C. Levinson)이  1983년 <화용론>(Pragmatics)이라는 저술을 출판하였다. 현대 언어학에서는 통사론(syntax) 그리고 의미론(semantics)과 함께 화용론(pragmatics)은 언어학의 주요한 축을 이룬다.

## 응용
화용론(話用論,Pragmatics)는 언어학에서 '말하는 이, 듣는 이, 시간, 장소 따위로 구성되는 맥락(context)과 관련하여 문장의 의미를 체계적으로 분석하려는 의미론의 한 분야'를 가리킨다.  그러나 이러한 정의는 화용론적 입장에서는 사전적 정의의 하나일뿐이며  맥락적인 의미전달을 위한 정보의 구조중 하나라고 할 수 있다.  언어인류학, 신경과학, 심리언어학, 법언어학등 응용 및 관련범위가 폭넓다.

## 서브젝트
언어행위(speech act), 전제(presupposition 또는 PSP), 함축(implicature), 직시(deixis), 정보구조(information structure 또는 information packaging)등이 화용론에서 주요하게 다루는 주제들이다.

## 언어학적 미결정성
언어학에서 미결정성(underdetermination)은 언어학적 미결정성(言語學的未決定性,linguistic underdetermination)을 가리키는 말이다. 이는 화자가 발화하는 문장은 언어적으로 부호화된 기호로, 화자가 의도하는 의미를 완벽하게 구현하지 못하며 표현하려고 하는 명제를 미결정 상태로 남겨 둔다는 특성을 보여주는 언어적 자원과 사실표현과의 관계를 가리킨다. 이러한 자원사용의 한계에대한 접근은 화용론의 주요한 관심사중 하나이다.

## 같이 보기
- 협력의 원리